# Paravektor
Paravéktor je izraz, ki se uporablja za kombinacijo skalarja in vektorja v katerikoli Cliffordovi algebri, v fiziki znani kot geometrijska algebra.
Izraz je uvedel J. G. Maks v svoji doktorski desertaciji na Tehniški univerzi v Delftu leta 1989. 
Algebra paravektorjev v okviru evklidskega prostora v treh razsežnostih je alternativen pristop k algebri prostor-časa (oznaka STA, kar pomeni spacetime algebra), ki jo je vpeljal ameriški fizik David Hestenes (rojen 1933). Ta algebra se imenuje tudi algebra fizičnega prostora (oznaka APS, kar pomeni algebra of physical space).

## Osnovni aksiom
Za evklidske prostore osnovni aksiom nakazuje, da je produkt vektorja s samim seboj skalarna vrednost s (pozitivno) kvadrirano dolžino:
{\displaystyle \mathbf {v} \mathbf {v} =\mathbf {v} \cdot \mathbf {v} \!\,.}
Če se zapiše:
{\displaystyle \mathbf {v} =\mathbf {u} +\mathbf {w} \!\,}
in vstavi v izraz za osnovni aksiom, sledi:
{\displaystyle (\mathbf {u} +\mathbf {w} )^{2}=\mathbf {u} \mathbf {u} +\mathbf {u} \mathbf {w} +\mathbf {w} \mathbf {u} +\mathbf {w} \mathbf {w} \!\,}
in s ponovno uporabo osnovnega aksioma:
{\displaystyle \mathbf {u} \cdot \mathbf {u} +2\mathbf {u} \cdot \mathbf {w} +\mathbf {w} \cdot \mathbf {w} =\mathbf {u} \cdot \mathbf {u} +\mathbf {u} \mathbf {w} +\mathbf {w} \mathbf {u} +\mathbf {w} \cdot \mathbf {w} \!\,,}
kar omogoča določiti skalarni produkt dveh vektorjev kot:
{\displaystyle \mathbf {u} \cdot \mathbf {w} ={\frac {1}{2}}\left(\mathbf {u} \mathbf {w} +\mathbf {w} \mathbf {u} \right)\!\,.}
Kot pomembna posledica izhaja, da sta dva ortogonalna vektorja ({\displaystyle \mathbf {u} ~\bot ~\mathbf {w} \!\,}, z ničelnim skalarnim produktom) antikomutativna:
{\displaystyle \mathbf {u} \mathbf {w} +\mathbf {w} \mathbf {u} =0\!\,.}

## Trirazsežni evklidski prostor
Polni nabor baznih vektorjev v trirazsežnem prostoru se lahko predstavi z:
{\displaystyle \{1,\{\mathbf {e} _{1},\mathbf {e} _{2},\mathbf {e} _{3}\},\{\mathbf {e} _{23},\mathbf {e} _{31},\mathbf {e} _{12}\},\mathbf {e} _{123}\}\!\,,}
kjer večkratni indeksi predstavljajo produkt odgovarjajočih vektorjev:
{\displaystyle \mathbf {e} _{23}=\mathbf {e} _{2}\mathbf {e} _{3}\!\,.}
Stopnja baznih elementov je določena tako, da je:
| stopnja | vrsta                             | elementi baze                                                             |
| 0       | enotski realni skalar             | {\displaystyle 1}                                                         |
| 1       | vektor                            | {\displaystyle \{\mathbf {e} _{1},\mathbf {e} _{2},\mathbf {e} _{3}\}}    |
| 2       | bivektor                          | {\displaystyle \{\mathbf {e} _{23},\mathbf {e} _{31},\mathbf {e} _{12}\}} |
| 3       | prostorninski element trivektorja | {\displaystyle \mathbf {e} _{123}}                                        |
| ------- | --------------------------------- | ------------------------------------------------------------------------- |

Dva različna bazna vektorja sta antikomutativna. To se lahko zapiše kot:
{\displaystyle \mathbf {e} _{i}\mathbf {e} _{j}+\mathbf {e} _{j}\mathbf {e} _{i}=2\delta _{ij}\!\,}
ali:
{\displaystyle \mathbf {e} _{i}\mathbf {e} _{j}=-\mathbf {e} _{j}\mathbf {e} _{i}\qquad (i\neq j)\!\,.}
To pomeni, da ima prostorninski element {\displaystyle e_{123}\!\,} kvadrat, ki je enak −1.

## Paravektor
Pripadajoča paravektorska baza, ki jo sestavljata realni skalar in vektorji, je enaka:
{\displaystyle \{1,\mathbf {e} _{1},\mathbf {e} _{2},\mathbf {e} _{3}\}\!\,.}
To pa tvori štirirazsežni linearni prostor. Prostor paravektorja v trirazsežnem prostoru {\displaystyle Cl_{3}\!\,} je primeren za prikaz prostor-časa iz posebne teorije relativnosti v algebri fizikalnega prostora (oznaka APS).
Včasih je zelo primerno pisati enotski skalar kot {\displaystyle 1=e_{0}\!\,}. V tem primeru se lahko piše celotno bazo kot:
{\displaystyle \{\mathbf {e} _{\mu }\}\!\,,}
kjer:
- {\displaystyle \mu \!\,} lahko zavzame vrednosti od {\displaystyle 0\!\,} do {\displaystyle 3\!\,}.